# Leonard Harris
Pour les articles homonymes, voir Harris.
Leonard Harris, né le 27 septembre 1929 dans le Bronx, à New York et mort le 28 août 2011 à Hartford (Connecticut), est un acteur, auteur et critique américain.

## Biographie
Leonard Harris est né le 27 septembre 1929, dans le Bronx, à New York (États-Unis).
Il a commencé sa carrière en tant que journaliste. Durant de nombreuses années il a été le critique d'art et de divertissement de WCBS-TV, à New York. Il a publié trois nouvelles et a été scénariste de télévision plus tard dans sa carrière. Il a été membre du comité de nomination des Tony Awards dans les années 1980 et le début des années 1990.
Il meurt le 28 août 2011, à Hartford (Connecticut), à 81 ans, des complications d'une pneumonie.

## Filmographie
- 1976 : Taxi Driver : Sénateur Charles Palantine
- 1980 : Captain Avenger (en) (Hero at Large) : Maire